# Jerzy Daniel Kędzierski

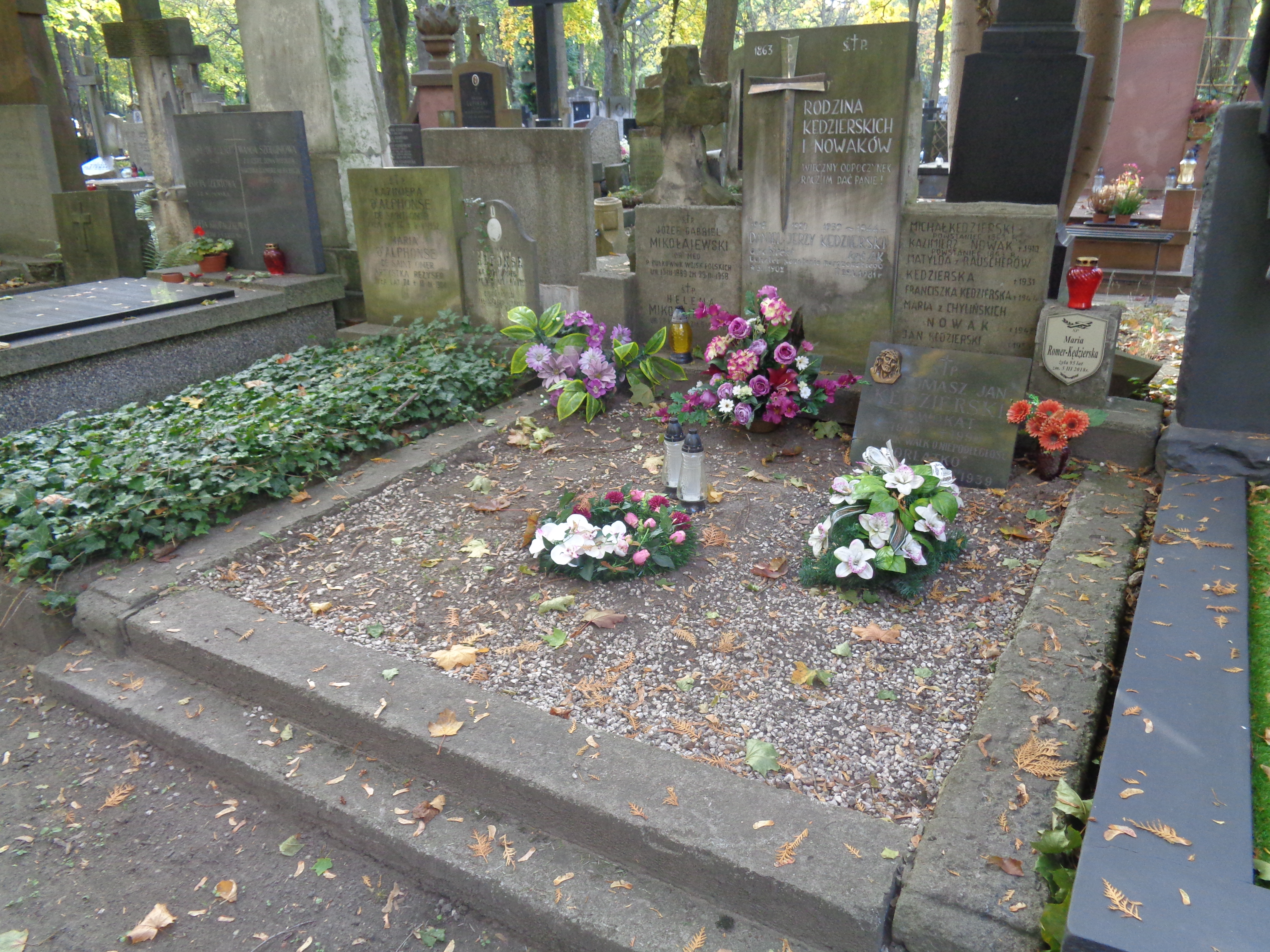
Grób Jerzego Daniela Kędzierskiego na cmentarzu Powązkowskim

Jerzy Daniel Kędzierski (ur. 3 stycznia 1902 w Warszawie, zm. 29 maja 1981 tamże) – polski architekt, żołnierz.

## Życiorys
Syn Jana i Jadwigi Nowak. Uczeń Gimnazjum im. Jana Zamoyskiego w Warszawie, które ukończył w 1921 r.; członek Polskiej Organizacji Wojskowej (POW), uczestnik wojny polsko-bolszewickiej 1920 r. jako ochotnik w I baterii 8 dak.
W roku akademickim 1932/33 absolwent Wydziału Architektury Politechniki Warszawskiej – inż. architekt. Od roku 1924 należał do Polskiej Korporacji Akademickiej Aquilonia, studenckiej organizacji ideowo-wychowawczej, do której należał także rodzony brat Tomasz (Orle Lwowskie, żołnierz wojny polsko-bolszewickiej). W latach 1928–29 przeszkolony w Szkole Saperów Podchorążych Rezerwy w Modlinie; w 1936 r. awansowany do stopnia ppor. rezerwy.
Żołnierz kampanii wrześniowej 1939 r., dowódca plutonu i zastępca dowódcy kompanii saperów (nr 168) w Brześciu nad Bugiem; w czasie okupacji wykładowca Szkoły Podchorążych AK; por. AK ps. „Kalinowski” – dowódca 2 komp. „Supraśl” w batalionie im. W. Łukasińskiego. Bohater powstania warszawskiego: dowódca Reduty Ratusz i Pałacu Krasińskich, dwukrotnie ranny, odznaczony Krzyżem Virtuti Militari i dwukrotnie Krzyżem Walecznych, jeniec oflagu Murnau, gdzie został miejscowym prezesem SARP. Awansowany do stopnia kapitana.
Po wojnie udał się na Ziemie Odzyskane, gdzie kierował odbudową Szczecina. Następnie pracował w zawodzie architekta Warszawy, Łodzi i Starachowic. Był też w latach 1949–1953 więźniem politycznym Polski Ludowej. Zmarł w Warszawie, pochowany na Starych Powązkach w grobie rodzinnym (kwatera 237-3-16/17).

## Odznaczenia
- Krzyż Srebrny Orderu Wojennego Virtuti Militari
- Krzyż Kawalerski Orderu Odrodzenia Polski
- Krzyż Walecznych (dwukrotnie)
- Złoty Krzyż Zasługi
- Medal za Warszawę 1939–1945